# Martin Bergström
Martin Bergström, född 1978, är en svensk modeskapare och mönsterdesigner. 
Han är utbildad på Konstfack och Universität der Künste i Berlin och är känd för sina karakteristiska och handgjorda mönster inom mode, inredning och textil.
Han skapade bland annat Loreens scenkläder för Eurovision Song Contest 2012.